# Китай и вторжение России на Украину

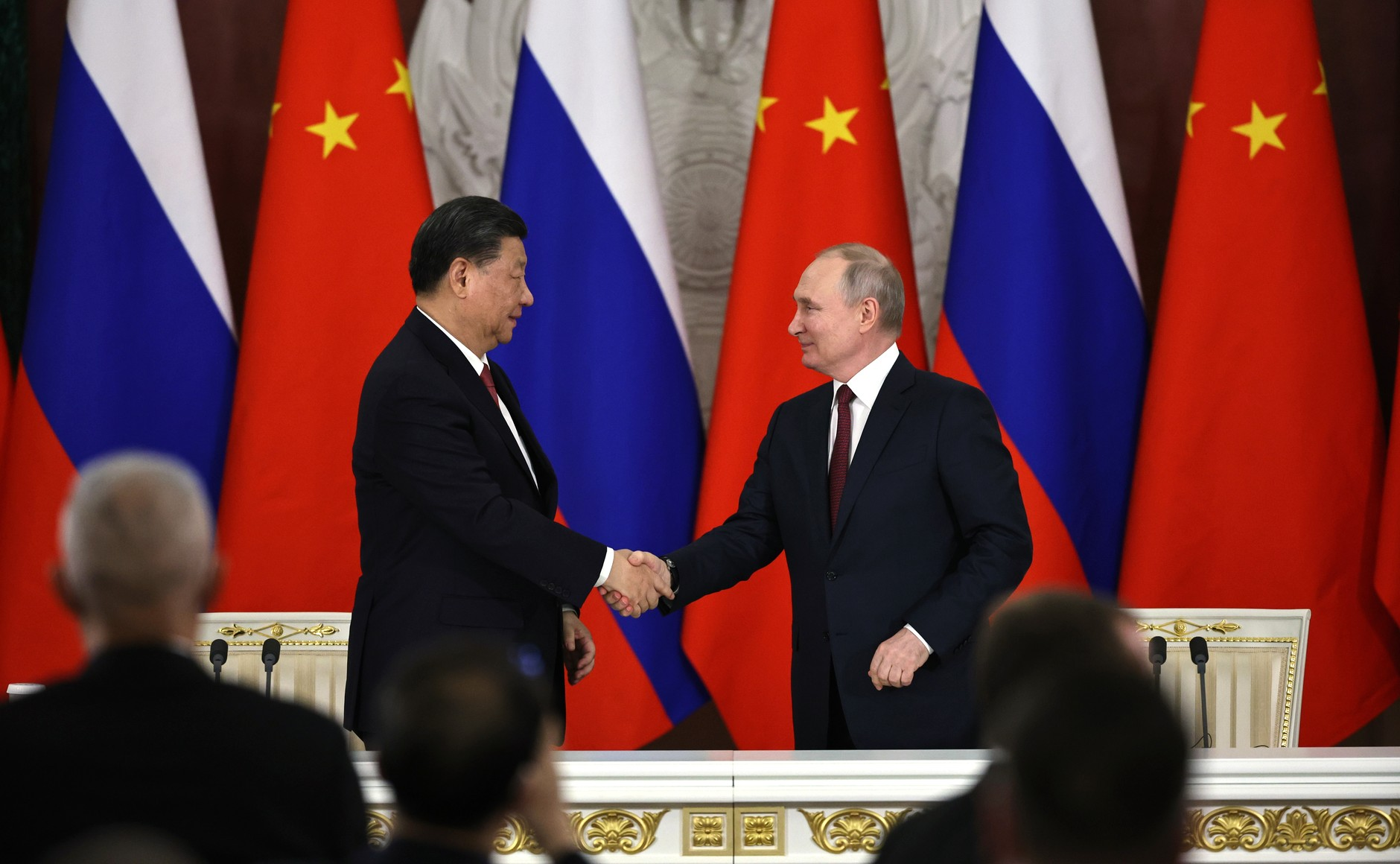
Путин и Си Цзиньпин на пресс-конференции в 2023 году

Китай отказался критиковать российское вторжение, осудив при этом западные санкции против России и обвинив США и НАТО в провоцировании конфликта на Украине. Китайское правительство подверглось критике со стороны США за поддержку войны на Украине.
Также глава Китая поддержал своевременный созыв международной конференции по мирному урегулированию конфликта, которая будет признана и Россией, и Украиной. По мнению издания Politico, он сделал сильный намек на то, что Европа должна пригласить РФ за стол переговоров.

## Правительство
25 февраля Китай воздержался при голосовании Совета Безопасности ООН, осуждающем вторжение.
1 марта министры иностранных дел Украины и Китая Дмитрий Кулеба и Ван И провели первый телефонный разговор с начала вторжения. Китайские средства массовой информации (СМИ) сообщили, что Ван сказал Кулебе, что он «крайне обеспокоен» риском для мирных жителей и, что необходимо «максимально облегчить ситуацию, чтобы предотвратить эскалацию конфликта». Сообщается, что Кулеба сказал, что Украина «надеется, что Китай сыграет посредническую роль в достижении прекращения огня». Также Ван И подчеркнул что китайская сторона всегда считала, что безопасность одной страны не может быть достигнута за счет безопасности других стран, а региональная безопасность не может быть обеспечена за счет расширения военных блоков.
2 марта американская газета The New York Times опубликовала статью, в которой утверждалось, что правительство Китая заранее предупредило о вторжении и попросило правительство России отложить его до окончания зимних Олимпийских игр 2022 года. Китайское правительство отвергло обвинения, заявив, что цель «такой риторики — отвлечь внимание и переложить вину, что крайне подло».
9 марта китайский лидер Си Цзиньпин провёл видеовстречу с президентом Франции Эммануэлем Макроном и канцлером Германии Олафом Шольцем, на которой он заявил, что Китаю «больно видеть, как в Европе вновь разгорается пламя войны», и призвал три страны содействовать мирным переговорам между Россией и Украиной.
15 марта посол Китая в США Цинь Ган написал в Washington Post статью, в которой заявил, что «конфликт между Россией и Украиной не идёт на пользу Китаю», что «суверенитет и территориальная целостность всех стран, включая Украину, должны быть уважаемы; законные интересы безопасности всех стран должны восприниматься всерьёз», и что «угрозы против китайских организаций и предприятий, высказанные некоторыми официальными лицами США, неприемлемы».
18 марта китайский лидер Си Цзиньпин и президент США Джо Байден провели двухчасовую видеоконференцию, в которой большое внимание уделялось конфликту на Украине. Американский Белый дом сообщил прессе после звонка, что Байден предупредил Си о «последствиях, если Китай окажет материальную поддержку России».
30 марта на встрече с министром иностранных дел РФ Сергеем Лавровым в Туньси, глава МИД КНР Ван И заявил: «Кризис на Украине „стал взрывом“ долго копившихся противоречий в сфере безопасности в Европе».
12 апреля на регулярной пресс-конференции представитель МИД КНР Чжао Лицзянь раскритиковал США, обвиняя их в «подливании масла в огонь» вместо реальных действий по деэскалации конфликта на Украине, в провоцировании цветных революций под предлогом демократии, свобод и прав человека, в принуждении других стран выбирать какую-либо одну сторону, создавая, таким образом, сковывающий эффект «свой-чужой». В качестве главной причины российско-украинского кризиса были указаны действия НАТО.
24 февраля 2023 года министерство иностранных дел Китая опубликовало свой план по урегулированию полномасштабной войны. Документ называется «Позиция Китая по политическому решению украинского кризиса» и включает 12 пунктов.
Накануне публикации плана лава канцелярии комиссии по иностранным делам Центрального комитета Компартии Китая Ван И приехал в Москву, где встретился с президентом России. С Украиной Китай перед представлением плана не консультировался. Также Ван И заявил, что «необходимо уважать законные интересы безопасности России».
В мае 2023 года, Китай проголосовал «за» резолюцию А/77/L.65 в Генеральной Ассамблеи ООН, в которой Россия обозначалась как страна совершившая акт агрессии против Украины, а до этого против Грузии. До этого Китай воздерживался от голосования по вопросам российско-украинской войны.
В апреле 2024 года на встрече канцлером ФРГ Олафом Шольцем лидер КНР Си Цзиньпин предложил четыре принципа, благодаря которым, по его мнению, украинский кризис не выйдет из-под контроля и скорейшее восстановление мира будет возможным: сделать приоритетом поддержание мира и стабильности, воздержавшись от поиска корыстных выгод; остудить ситуацию, а не разогревать её; создать условия для восстановления мира и не идти на дальнейшее обострение напряженности; не подрывать стабильность глобальных торговых и промышленных цепочек, при этом сократив негативное влияние на экономику в целом.

## Средства массовой информации
По состоянию на начало марта 2022 года журналист Phoenix Television Лу Юйгуан был единственным иностранным корреспондентом, прикомандированным к передовым российским войскам.

## Гражданское общество
26 февраля пять китайских историков подписали открытое письмо против вторжения, заявив, что «великие катастрофы в истории часто начинались с локальных конфликтов». Однако спустя три часа письмо было удалено из Интернета китайскими цензорами.
5 марта Ху Вэй, заместитель председателя Центра исследований государственной политики аппарата советников Госсовета, написал статью, в которой утверждал, что «Китай должен гибко реагировать и принимать стратегические решения, соответствующие его долгосрочным интересам» и что «Китай нельзя связывать с Путиным и нужно отмежеваться от него как можно скорее».

## Эвакуация граждан Китая с Украины
После начала вторжения 25 февраля посольство Китая на Украине рекомендовало гражданам Китая покинуть Украину. 7 марта китайское правительство заявило, что эвакуировало большинство китайских граждан с Украины.

## Поддержка России
В октябре 2023 года министр финансов России Антон Силуанов заявил, что «в основном все» используемые Россией беспилотники поставлены Китаем.
По информации высокопоставленных чиновников США, Пекин помогает Москве в её самом амбициозном наращивании оборонных сил со времен СССР. Согласно рассекреченным данным Китай, вероятно, поставляет России станки для увеличения производства баллистических ракет; микроэлектронику для танков, ракет и самолётов; оптические компоненты для бронетехники, включая тяжёлую; двигатели для дронов и крылатых ракет; нитроцеллюлозу для расширения мощностей по выпуску ключевых боеприпасов. Также было сообщено, китайские предприятия совместно с российским работают над производством БПЛА на территории РФ.

## Участие граждан КНР в боевых действиях
В апреле 2025 года стало известно о 2-х китайских военных, взятых в плен в Донецкой области. Также известно о как минимум 51 уроженце КНР, заключившем контракт с российской армией после прохождения пункта отбора в Москве. Сами военнопленные после допроса поучаствовали в пресс-конференции. По мнению новостного агентства Reuters, всего в российской армии по состоянию на апрель 2025 года воюют до 200 уроженцев Китая.

## Международная реакция и комментарии
Роль Китая в глобальном ответе на российское вторжение на Украину в 2022 году была охарактеризована некоторыми комментаторами как нейтральная.
Джозеф Торигян из Американского университета охарактеризовал позицию китайского правительства в отношении вторжения как «уравновешивающий акт», заявив, что «обе страны одинаково негативно относятся к роли Америки в Европе и Азии», но что Китай не пожелает подставить свои финансовые интересы, рискуя поддержать Россию, особенно с учётом того, что Китай «пытается сохранить свою репутацию ответственного и заинтересованного лица». Райан Хасс из Института Брукингса утверждал, что «без России, как считается, Китай был бы один, чтобы иметь дело с враждебным Западом, полным решимости воспрепятствовать подъёму Китая», но что у двух стран «нет идеально совпадающих интересов. Китаю есть что терять, причём больше, чем России. Китай считает себя страной, находящейся на подъёме, за которой стоит поступательное движение вверх. Россия, по сути, борется с волнами упадка».
Некоторые комментаторы предвидели потенциальную роль Китая в качестве ключевого посредника в конфликте. Эрик Дюшен из Университета Лаваля утверждал, что «стратегическая неопределённость со стороны Китая может оказать благотворное влияние и помочь в развязывании гордиева узел кризиса» и что для стран НАТО было бы «серьёзной ошибкой» выступать против китайского посредничества. Зено Леони из Королевского колледжа Лондона утверждал, что «если Китай возглавит стороны, участвующие в новом мире, это станет крупной дипломатической и общественной победой Пекина», поскольку китайское правительство «сможет представить себя ответственной великой державой и чтобы убедить Запад, что в будущем им, возможно, придётся полагаться на глобальное влияние Пекина в то время, когда влияние США идёт на убыль».
Другие комментаторы заявили, что реакция Китая на вторжение сыграла роль в формировании реакции Индии. Танви Мадан из Института Брукингса утверждает, что одна из «целей внешней политики Индии состоит в том, чтобы не допустить ещё большего сближения России с Китаем».

## Примечание
1. ↑  US tells China its support for Russia complicates relations | AP News
2. ↑  Scholz wants Xi to stop Russia’s war. Xi wants Europe to stop trade war. (брит. англ.). POLITICO (16 апреля 2024). Дата обращения: 21 апреля 2024. Архивировано 18 апреля 2024 года.
3. ↑  China signals willingness to mediate in Ukraine-Russia war (англ.). the Guardian (1 марта 2022). Дата обращения: 24 марта 2022. Архивировано 24 марта 2022 года.
4. ↑  Ваи И провел телефонный разговор с главой МИД Украины Д. Кулебой. Дата обращения: 20 апреля 2022. Архивировано 20 апреля 2022 года.
5. ↑  Wong, Edward (2 марта 2022). China Asked Russia to Delay Ukraine War Until After Olympics, U.S. Officials Say. The New York Times. Архивировано 24 марта 2022. Дата обращения: 24 марта 2022.
6. ↑  China denies it asked Russia not to invade Ukraine during Winter Olympics (англ.). the Guardian (3 марта 2022). Дата обращения: 24 марта 2022. Архивировано 23 марта 2022 года.
7. ↑  China’s Xi: Beijing supports peace talks between Russia, Ukraine (англ.). www.aljazeera.com. Дата обращения: 24 марта 2022. Архивировано 23 марта 2022 года.
8. ↑  Opinion | Chinese ambassador: Where we stand on Ukraine. Washington Post. Архивировано 23 марта 2022. Дата обращения: 24 марта 2022.
9. ↑  Xi tells Biden Russia-Ukraine fighting is in 'no one's interest'. Al Jazeera (18 марта 2022). Дата обращения: 19 марта 2022. Архивировано 24 марта 2022 года.
10. ↑  Chinese Foreign Ministry Urged Not To Consider Beijing A Party To The Conflict In Ukraine
11. ↑  Архивированная копия. Дата обращения: 2 апреля 2022. Архивировано 2 апреля 2022 года.
12. ↑  FM firmly opposes US hegemony as recent survey shows 90% of Chinese netizens believe so. Global Times (англ.). 12 апреля 2022. Архивировано 25 апреля 2022. Дата обращения: 25 апреля 2022.
13. ↑  Foreign Ministry Spokesperson Zhao Lijian's Regular Press Conference on April 12, 2022. Embassy of the People's Republic of China in the United States of America (англ.). 18 апреля 2022. Архивировано 25 апреля 2022. Дата обращения: 25 апреля 2022.
14. ↑  Уважать суверенитет, отказаться от односторонних санкций и менталитета холодной войны. Китай представил план урегулирования войны в Украине. Meduza. Дата обращения: 24 февраля 2023. Архивировано 4 июня 2023 года.
15. ↑  Русская служба The Moscow Times. Китай в ООН поддержал признание России «агрессором» в Украине. Русская служба The Moscow Times (1 мая 2023). Дата обращения: 5 мая 2023. Архивировано 5 мая 2023 года.
16. ↑  Xi puts forth four principles to resolve Ukraine crisis-Xinhua. english.news.cn. Дата обращения: 21 апреля 2024. Архивировано 21 апреля 2024 года.
17. ↑  ‘I’m on the frontline in Mariupol’: the Chinese reporter embedded with Russian troops (англ.). the Guardian (16 марта 2022). Дата обращения: 24 марта 2022. Архивировано 19 марта 2022 года.
18. ↑  ‘They were fooled by Putin’: Chinese historians speak out against Russian invasion (англ.). the Guardian (28 февраля 2022). Дата обращения: 24 марта 2022. Архивировано 21 марта 2022 года.
19. ↑  US-China Perception Monitor. Possible Outcomes of the Russo-Ukrainian War and China's Choice (амер. англ.). U.S.-China Perception Monitor (12 марта 2022). Дата обращения: 24 марта 2022. Архивировано 23 марта 2022 года.
20. ↑  ‘It came too late’: Chinese students who fled Ukraine criticise embassy response (англ.). the Guardian (8 марта 2022). Дата обращения: 24 марта 2022. Архивировано 23 марта 2022 года.
21. ↑  "Все беспилотники из Китая". В России впервые признали, откуда получают дроны. Дата обращения: 16 октября 2023. Архивировано 16 октября 2023 года.
22. ↑  Steve Holland, Susan Heavey. US says China is boosting Russia's war machine in Ukraine // Reuters. — 2024. — 15 апреля.
23. ↑  «Важные истории» установили имена 51 военного из Китая, которые прошли через пункт отбора ВС РФ за год. Важные истории (11 апреля 2025). Дата обращения: 26 апреля 2025.
24. ↑  Китайские пленные заявили о вербовке в армию РФ под видом мирной работы и о применении Россией химоружия при пленении. The Insider (14 апреля 2025). Дата обращения: 26 апреля 2025.
25. ↑  Около 200 китайцев воюют за Россию в качестве наемников, но несколько офицеров с одобрения Пекина изучают тактику войны в тылу — Reuters. The Insider (12 апреля 2025). Дата обращения: 26 апреля 2025.
26. ↑  Ukraine: what will China do? There are signs it is uneasy about Putin’s methods (англ.). the Guardian (27 февраля 2022). Дата обращения: 24 марта 2022. Архивировано 21 марта 2022 года.
27. ↑  Aglaya Snetkov, Marc Lanteigne. Ukraine: why China is not yet bailing out Russia (англ.). The Conversation. Дата обращения: 24 марта 2022. Архивировано 19 марта 2022 года.
28. ↑  China and Russia’s invasion of Ukraine: Initial responses and implications (англ.). www.ualberta.ca. Дата обращения: 24 марта 2022. Архивировано 13 марта 2022 года.
29. ↑  Joseph Torigian. China's balancing act on Russian invasion of Ukraine explained (англ.). The Conversation. Дата обращения: 24 марта 2022. Архивировано 19 марта 2022 года.
30. ↑  How close are China and Russia and where does Beijing stand on Ukraine? | China | The Guardian. Дата обращения: 24 марта 2022. Архивировано 22 марта 2022 года.
31. ↑  Érick Duchesne. Why China could become a mediator in negotiations between Russia and Ukraine (англ.). The Conversation. Дата обращения: 24 марта 2022. Архивировано 19 марта 2022 года.
32. ↑  Zeno Leoni. Ukraine conflict: the pros and cons of China as global peace mediator (англ.). The Conversation. Дата обращения: 24 марта 2022. Архивировано 19 марта 2022 года.
33. ↑  China’s decisive turning point: will it side with Russia and divide the world? (англ.). the Guardian (18 марта 2022). Дата обращения: 24 марта 2022. Архивировано 24 марта 2022 года.